# Croisière sans escale
Croisière sans escale (titre original : Non-Stop) est un roman de science-fiction de l'écrivain britannique Brian Aldiss paru en 1958. La nouvelle à l'origine du roman parut initialement dans le numéro de décembre 1955 de la revue britannique Science Fantasy.

## Résumé
Ce livre décrit l'éveil et le récit initiatique de Roy Complain, chasseur de la tribu de Green vivant dans la jungle des Poniques. Autour de Marapper, le prêtre, Roy et deux membres de la tribu vont partir à l'aventure pour explorer leur environnement. 
En parcourant les étages, en traversant la jungle de plus en plus épaisse des poniques, ils découvriront l'existence de géants, d'animaux organisés et intelligents et la tribu de l'Avant. 

## Classique de la science-fiction
Ce roman est considéré comme un grand classique de la science-fiction dans les ouvrages de référence suivants :
- Annick Beguin, Les 100 principaux titres de la science-fiction, Cosmos 2000, 1981 ;
- Jacques Sadoul, Anthologie de la littérature de science-fiction, Ramsay, 1981 ;
- Lorris Murail, Les Maîtres de la science-fiction, Bordas, coll. « Compacts », 1993 ;
- Stan Barets, Le science-fictionnaire, Denoël, coll. « Présence du futur », 1994.

## Critiques spécialisées
- Jacques Sadoul, Histoire de la science-fiction moderne. 1911-1984, Robert Laffont, 1984, p. 209 : « Non-Stop est une réussite de premier ordre à mettre au compte de la jeune science-fiction britannique. »
- Lorris Murail, La science-fiction, Larousse, Coll. « Guide Totem », 1999, p. 18  : « Le premier roman d'Aldiss, qui n'a peut-être jamais fait mieux. »
- La Compagnie, coll. « Slash papivore », n°6, 1999.

## Éditions françaises
- Brian Aldiss, Croisière sans escale, traduit de l'anglais par Michel Deutsch, Denoël, coll. Présence du futur no 29, 1959 (rééditions en 1975, 1990, 1999)
- Brian Aldiss, Croisière sans escale, traduit de l'anglais par Michel Deutsch, traduction révisée et complétée par André-François Ruaud, Folio SF no 290, 2007